# ألبرت س. كنودسون
ألبرت س. كنودسون (بالإنجليزية: Albert C. Knudson)‏ هو عالم عقيدة أمريكي، ولد في 23 يناير 1873 في غراند ميدون في الولايات المتحدة، وتوفي في 28 أغسطس 1953 في كامبريدج في الولايات المتحدة.